# OCR-B

OCR-B

OCR-B – krój pisma o stałej szerokości przeznaczony do automatycznego rozpoznawania znaków pisma (Optical Character Recognition – OCR), zaprojektowany przez szwajcarskiego typografa Adriana Frutigera przy współpracy z Nicole Delamarre i Andre Gürtlerem. Projekt na zlecenie firmy Monotype powstał w 1967. Pismo zostało włączone do zaleceń Międzynarodowej Organizacji Standaryzacyjnej ISO.
Organizacja GS1 zaleca stosowanie tego kroju do przedstawiania cyfr pod kodem kreskowym EAN-8 i EAN-13. Krój ten jest stosowany w strefach MRZ polskich dowodów rejestracyjnych.
Autorzy kroju nie umieścili w nim liter diakrytyzowanych. W toku badań nad budową klasyfikatora czytnika polskiej wersji maszynopisowych znaków OCR-B trzeba było opracować ich nowe wersje. Tę pracę wykonały w Ośrodku Pism Drukarskich Elżbieta Krużyńska i Helena Nowak. Projekty zaakceptowano w Instytucie Organizacji i Kierowania PAN.